# Муважі
Муважі́ (рос. Муважи) — присілок у складі Алнаського району Удмуртії, Росія.

## Населення
Населення — 382 особи (2010; 492 в 2002).
Національний склад станом на 2002 рік:
- удмурти — 98 %

## Урбаноніми[3]
- вулиці — Васильєва, Молодіжна, Садова, Фестивальна, Центральна, Широка, Шкільна
- провулки — Заїзний, Кузебаєвський
- заїзди — Польовий